# Загорівська вулиця
Заго́рівська ву́лиця — вулиця в Шевченківському районі міста Києва, місцевості Татарка, Лук'янівка. Пролягає від вулиці Академіка Ромоданова до Половецької вулиці.
Прилучаються вулиці Овруцька, Платона Майбороди, Миколи Мурашка, Кмитів Яр та Квітучий провулок.

## Історія
Вулиця виникла у другій третині XIX століття як частина магістральної Юрківської вулиці, що перетинала передмістя Лук'янівку. У подальшому частина магістралі відійшла до Плоскої поліцейської дільниці, утворивши зрештою Нижньоюрківську та Юрківську вул., інша частина — до Лук'янівської дільниці, утворивши Багговутівську та Верхньоюрківську вул. Виокремлення й найменування Багговутівської вул. відбулося у 1885 році, коли Міністерство внутрішніх справ цар затвердило постанову Київської міської думи про вшанування заслуг генерала Олександра Багговута перед мешканцями Лук'янівки. Олександр Багговут, генерал від кавалерії, брав участь у придушенні Польського повстання 1830-1831 рр. проти Російської імперії, учасник Кримської війни 1853—1856 років. Його рід має норвезьке походження (Baggehufwudt). У 1866 році дружина генерала Єлизавета Багговут придбала садибу («дачу») на початку майбутньої Багговутівської вул. Відтоді подружжя Багговутів опікувалося проблемами Лук'янівки, зокрема, сприяли будівництву та благоустрою парафіяльного Феодорівського храму; генерал Багговут з 1875 року був старостою цієї церкви. Багговутівська вулиця мала також варіанти назв — Богоу́тівська, Боговутівська, Богоу́тська.
З середини 1920-х років набула назви вулиця 9 Січня, на знак пам'яті про «криваву неділю» 9 січня 1905 року в Санкт-Петербурзі, коли царські війська розстріляли мирну демонстрацію. У 1944 році вулиця отримала назву Січнева, з 1974 року — вулиця Маршала Будьонного, на честь радянського військового і державного діяча, Маршала Радянського Союзу Семена Будьонного (1883—1973), який неодноразово бував у Києві (1935—1936, 1941, 1954). Історичну назву Багговутівська вулиця було відновлено 1991 року.
Сучасна назва, що походить від назви урочища Загорівщина, поблизу якого вона починається — з 2023 року.

## Особистості
№ 2 — тут викладав у колишній Церковно-вчительській семінарії український композитор Микола Леонтович.
№ 9 — у флігелі будинку в 1911 році мешкав російський письменник Костянтин Паустовський.
№ 23 — на цьому місці містилася садиба українського художника Олександра Мурашка, де 1919 року проживала російська письменниця Ольга Форш. Будівлі не збереглися.
№ 16/18 — вважається колишньою садибою генерала Багговута, проте документальних підстав для цього немає.

## Установи
На Багговутівській вулиці знаходиться Київська обласна клінічна лікарня № 1 (буд. № 1) — колишня Київська єврейська лікарня, перші цегляні корпуси якої були збудовані у 1885 році. Заснована для бідного єврейського населення, яка була розрахована на 12 ліжок — по 6 ліжок у двох відділеннях. Левову частку коштів виділила єврейська сім'я купців-меценатів Бродських, які в подальшому щорічно виділяли кошти на її утримання. За тією ж адресою розміщені бюро медично-соціальної експертизи, інститут репродуктивної медицини, кардіологічний київський обласний диспансер та обласний центр боротьби та профілактики СНІДу.
На цій вулиці знаходиться Головне управління Державної податкової служби міста Києва (буд. № 26).

## Пам'ятки архітектури
На розі Багговутівської та Овруцької вулиць знаходився Феодорівський храм, збудований у 1870–1872 роках. Особливістю храму були створені в ньому у 1887–1895 роках точні копії єрусалимської Кувуклії — печери Гробу Господнього під південним приділом та печерного храму, влаштованого священномучеником Климентом Римським в Інкермані, під північним приділом. У 1935 році церкву було розібрано, а на її місці облаштовано сквер. У 2007 році відновлена парафія розпочала богослужіння у тимчасовому храмі-наметі, а у жовтні 2008 року у частині скверу почалися археологічні розкопки, що виявили підмурки історичного храму та значну частину конструкцій підземних святинь.
Будинок № 14 зведений близько 1910 року у стилі модерн. Належав полковникові В. А. Бенсону, потім — підполковникові О. Л. Козаровському. Після 1917 року особняк було націоналізовано та перебудовано. З 1927 року в ньому містився клуб заводу «Укркабель» (нині тут розташована приватна клініка пластичної хірургії).
Будинок № 16/18 (одноповерховий особняк, збудований у кінці ХІХ ст., його часто ототожнюють із садибою Леонтія Багговута) входить до Переліку щойно виявлених об'єктів культурної спадщини міста Києва. Перебуває в незадовільному й місцями аварійному стані.
Будинок № 32 зведений у 1910—1915 роках у стилі раціонального модерну.

## Пам'ятники та меморіальні таблиці
- Пам'ятник працівникам ГУБОЗ МВС України, загиблим під час виконання службових обов'язків (буд. № 2).
- Пам'ятник працівникам кабельного заводу, які загинули на фронтах Великої Вітчизняної війни 1941—1945 рр. (буд. № 14). Відкритий 23 лютого 1965 року, пізніше реконструйований.
- Меморіальна таблиця на честь композитора М. Леонтовича, який працював у цьому будинку в 1919—1920 роках (буд. № 2).

На будинку № 10 висіло кілька таблиць, наразі втрачених. Одна з них увічнювала страйк 25 липня 1903 року робітників заводу на знак солідарності зі страйкарями міст Баку та Одеси. Друга — страйк 12 квітня 1912 року проти розстрілу царськими військами робітників золотих копалень на р. Лена 4 квітня 1912 року (гранітну дошку було відкрито у 1947 році, замінено у 1978 році).
Також на будинках № 2/12 та № 27 висіли гранітні анотаційні таблиці на честь маршала Будьонного, які були зняті після перейменування вулиці.

## Зображення

Меморіальна дошка на будинку № 2
Будинок № 9-Б (кінець ХІХ — початок ХХ ст.). Фрагмент фасаду
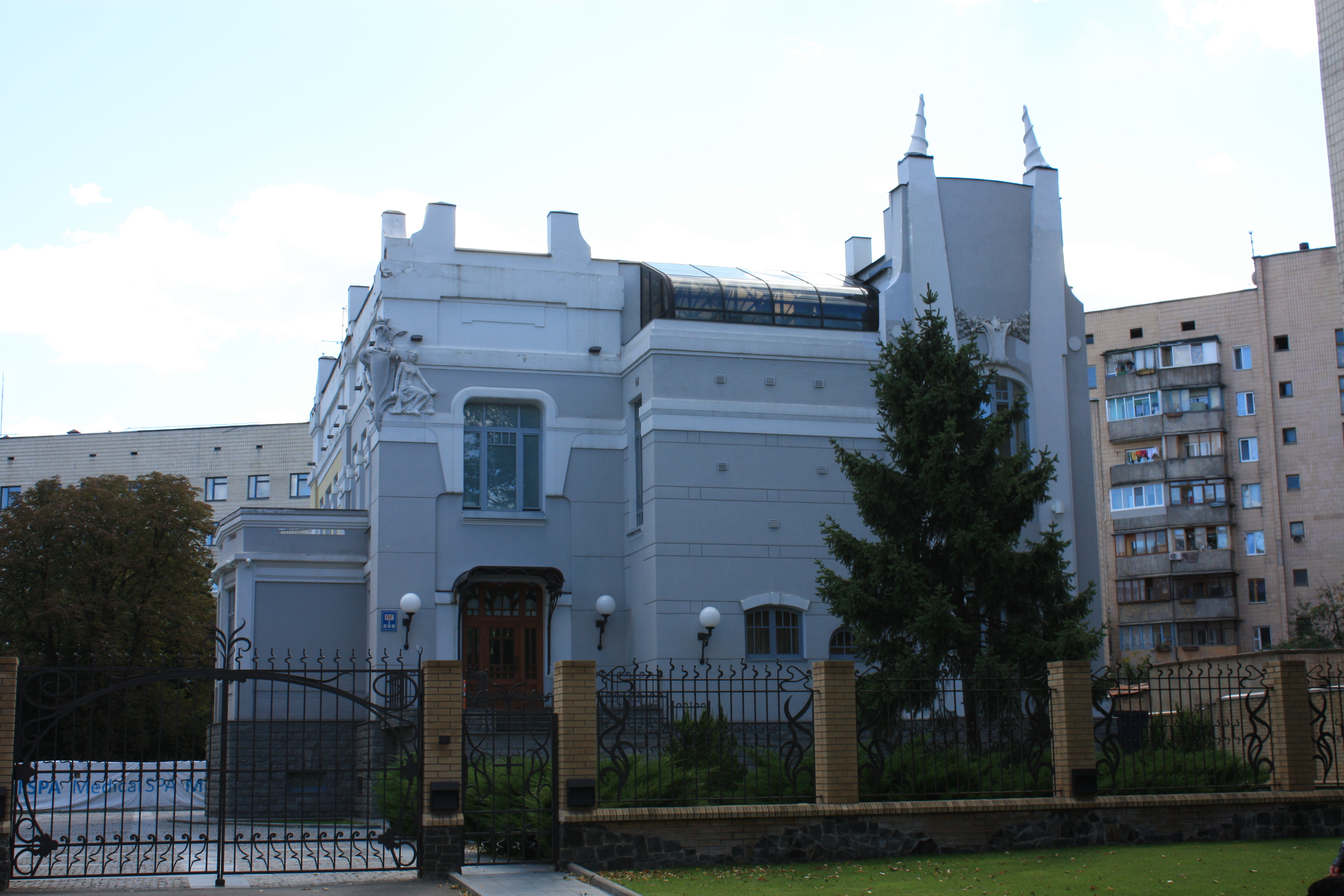
Будинок № 14
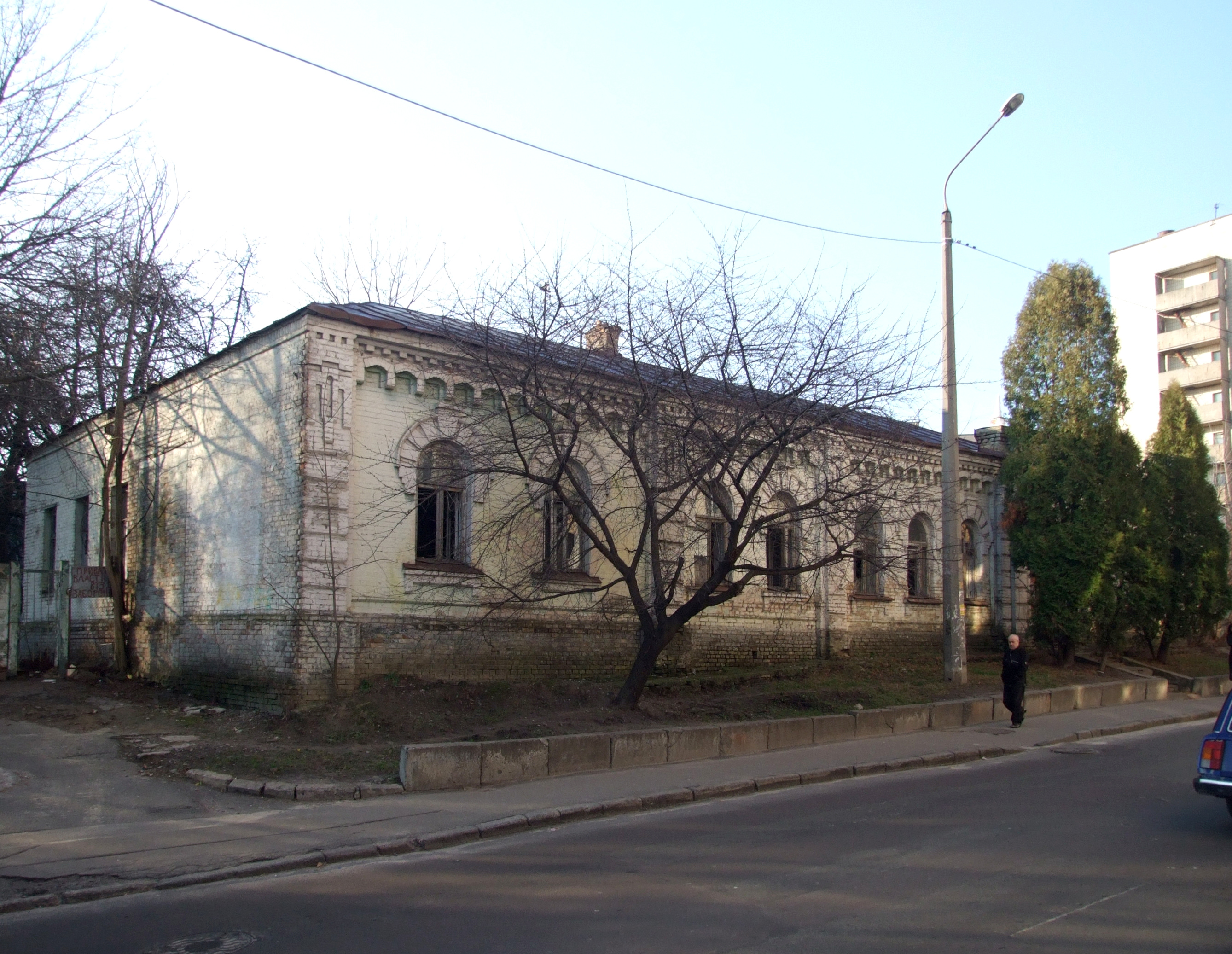
Будинок № 16
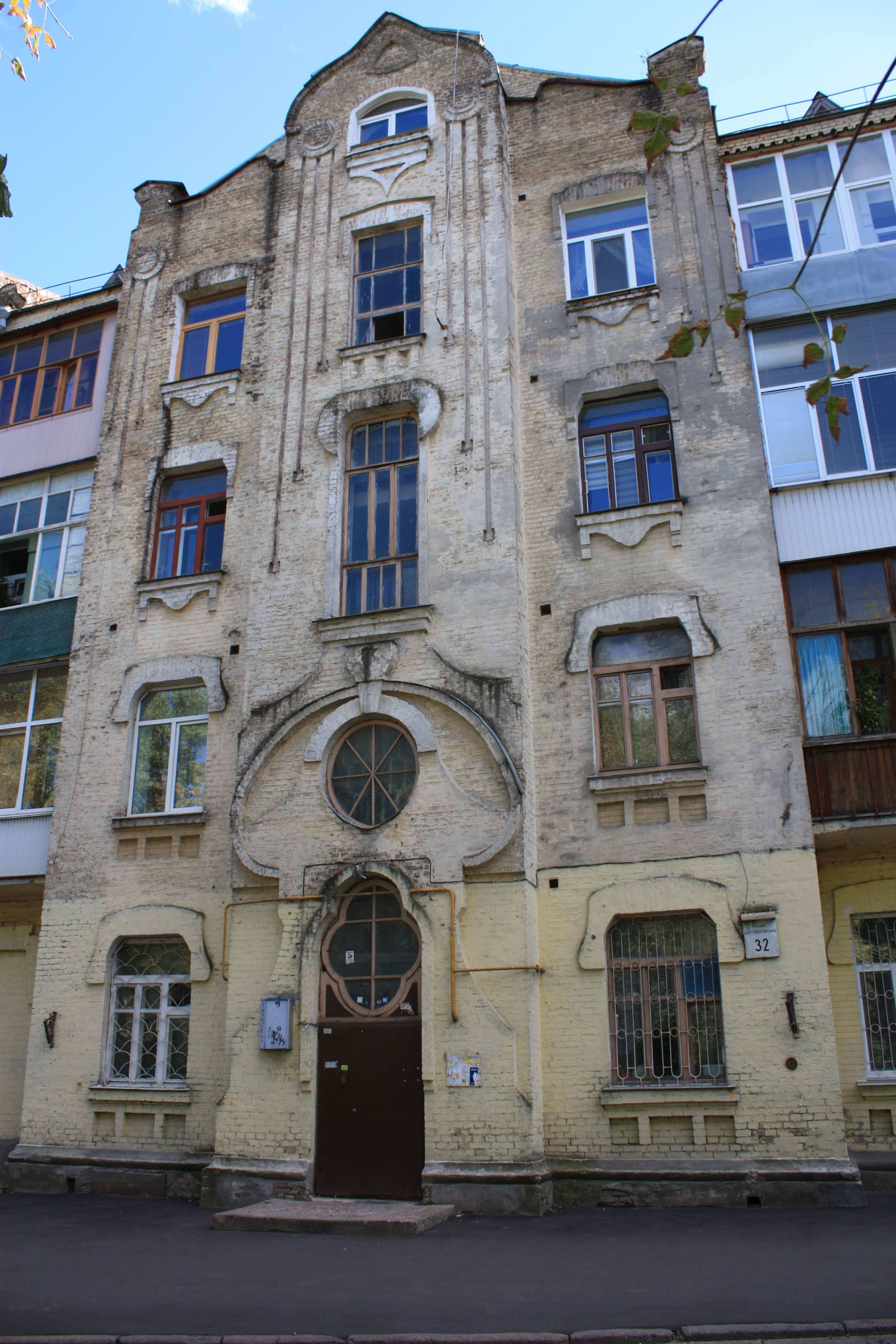
Будинок № 32